# Anschlag in Adana 2016
Bei einem Anschlag in Adana am 24. November 2016 auf ein türkisches Regierungsgebäude wurden zwei Menschen getötet und 33 verletzt. Ein Sprengsatz war in einem Auto platziert und explodierte auf dem Parkplatz der Provinzverwaltung. Es bekannte sich niemand zu dem Anschlag. Die türkische Regierung machte die PKK verantwortlich.
Medien berichteten, dass die Polizei ein weiteres Attentat kurz nach dem Anschlag vereitelt hat. Die türkischen Behörden hätten Stunden nach der ersten Explosion den Fahrer eines mutmaßlich mit Sprengstoff beladenen Fahrzeuges angeschossen, meldete die Nachrichtenagentur DHA. Sprengstoffexperten sollten das Fahrzeug vor Ort kontrolliert sprengen.

## Hintergrund
Adana ist die Hauptstadt der gleichnamigen Provinz in der Südtürkei und liegt rund 16 Kilometer vom NATO-Luftwaffenstützpunkt Incirlik entfernt. Von dort fliegt u. a. die US Air Force Angriffe in Syrien und die Bundeswehr sichert mit Raketenabwehrsystemen die Region (Operation Active Fence).
Die Türkei war in den Monaten vor dem Anschlag von zahlreichen Anschlägen der verbotenen kurdischen Arbeiterpartei PKK und ihres Ablegers TAK erschüttert worden, die unter anderem mit Autobomben verübt wurden. Weitere Anschläge wurden der Terrormiliz "Islamischer Staat" (IS) zugeschrieben. Wegen der sich verschlechternden Sicherheitslage hatten die USA im November 2016 die Familien von Mitarbeitern ihres Generalkonsulats aus Istanbul abgezogen.